# Harriet Lane
Harriet Rebecca Lane Johnston (Contea di Franklin, 9 maggio 1830 – Narragansett, 3 luglio 1903) è stata una first lady statunitense. Nipote del quindicesimo presidente degli Stati Uniti d'America James Buchanan, coprì il ruolo di first lady dal 1857 al 1861. Fu una delle poche donne a detenere tale posizione senza essere effettivamente la moglie del presidente.

## Biografia
Originaria della Contea di Franklin in Pennsylvania, Harriet Lane era la figlia più giovane di Elliott Tole Lane, un mercante, e Jane Buchanan Lane. All'età di nove anni, Harriet perse la madre, e due anni più tardi rimase orfana anche di padre. Fu proprio lei a richiedere di essere affidata al suo zio favorito James Buchanan, all'epoca segretario di Stato. Nel 1854 Harriet Lane accompagnò lo zio a Londra per affari di Stato e in quell'occasione la regina Vittoria la trattò come se si trattasse effettivamente della moglie di un ambasciatore. 
Dopo la sobrietà della presidenza di Franklin Pierce Washington accolse di buon grado la nuova first lady che entrò nella Casa Bianca nel 1857. Harriet Lane, già conosciuta come donna di grande bellezza, diventò ancora più popolare durante la presidenza Buchanan, arrivando al punto di essere copiata nell'abbigliamento e nelle acconciature dalle donne dell'epoca.
Le fu persino dedicata una canzone (Listen to the Mockingbird), e tre navi furono varate con il suo nome. Fu anche molto impegnata sul fronte sociale: lottò per migliorare le condizioni di vita dei nativi americani nelle riserve indiane e invitò artisti e musicisti durante le funzioni della Casa Bianca. Viene considerata per tali ragioni la prima delle moderne first lady.
Harriet Lane si sposò all'età di trentasei anni con Henry Elliott Johnston, banchiere di Baltimora, candidato approvato dallo zio James. Tuttavia nei successivi diciotto anni, Harriet Lane vide morire suo zio, entrambi i suoi figli, James Buchanan Johnston (1866-1881) e Henry Elliot Johnston (1869-1882), e il marito. La donna decise di trascorrere i suoi ultimi anni a Washington, fra le amicizie strette durante gli anni alla Casa Bianca, fino alla morte avvenuta nel 1903 all'età di settantatré anni.